# Adapis
Adapis var ett släkte lägre primater som levde på den kontinent som senare skulle bli Europa. De levde under eocen för cirka 37 till 34 miljoner år sedan. Till släktet räknas upp till 4 arter.
Fynd som tillskrivs släktet är dokumenterade från Frankrike, Spanien, Schweiz och Storbritannien. Adapis är den första gruppen av utdöda primater som blev vetenskapligt beskriven.
Ingående arter är:
- Adapis collinsonae
- Adapis parisiensis
- Adapis stintoni
- Adapis sudrei

Enligt de upphittade fossilens utseende antas att släktets arter hade bra förmåga att klättra i träd och gå på fyra fötter över grenar och smala kvistar men de hade problem att hoppa. När släktet för första gången blev beskrivet av Georges Cuvier upptäcktes inte att det tillhör ordningen primater. Cuvier antog istället att fossilet tillhörde den inte längre använda systematiska gruppen Pachydermata eller de partåiga hovdjuren. Tillhörigheten blev känd cirka 50 år senare. Kindtänderna har samma form som hos det nu levande släktet halvmakier och därför antas att arterna hade blad som föda.